# Mike Palefau

a Compétitions nationales et continentales officielles uniquement.

b Matchs officiels uniquement.
Dernière mise à jour le 23 novembre 2021.
Mike Palefau, né le 10 septembre 1981 à Kahuku (Hawaï) est un joueur de rugby à XV américain évoluant au poste de trois-quarts aile (1,85 m pour 93 kg).

## Carrière

### En club
- Thunderbirds de Southern Utah  États-Unis jusqu'en 2006
- RC Narbonne  France 2006-2007
- Petrarca Rugby Padoue  Italie 2007-2008
- Warriors de l'Utah  États-Unis 2018

### En équipe nationale
- Mike Palefau a honoré sa première sélection avec l'Équipe des États-Unis de rugby à XV le 25 mai 2005 contre l'équipe du Canada

## Palmarès

### En équipe des États-Unis
- 11 sélections
- 3 essais, 15 points
- Sélections par année : 5 en 2005, 3 en 2006, 2 en 2007, 1 en 2008

### Autres sélections
- International de rugby à 7.